# Kinderbeuern
Kinderbeuern è un comune di 1.078 abitanti della Renania-Palatinato, in Germania.
Appartiene al circondario (Landkreis) di Bernkastel-Wittlich (targa WIL) ed è parte della comunità amministrativa (Verbandsgemeinde) di Traben-Trarbach.